# Plavecký Peter
Plavecký Peter és un poble i municipi d'Eslovàquia que es troba a la regió de Trnava, a l'oest del país.

## Història
La primera menció escrita de la vila es remunta al 1394.

## Demografia
| Godina             | 1994 | 2004   | 2014   | 2024   |
| ------------------ | ---- | ------ | ------ | ------ |
| Nombre de persones | 624  | 645    | 628    | 607    |
| Diferència         |      | +3,36% | −2,63% | −3,34% |

| Godina             | 2023 | 2024   |
| ------------------ | ---- | ------ |
| Nombre de persones | 610  | 607    |
| Diferència         |      | −0,49% |